# С чёрного хода (фильм, 1921)
«С чёрного хода» (англ. Through the Back Door) — комедия 1921 года.

## Сюжет
В 1903 году Гортензия Бодамер, вдова родом из Бельгии, выходит замуж за богатого американца Элтона Ривса и по его настоянию оставляет свою дочь Жанну на попечении няни по имени Мари. Спустя пять лет она посылает за дочерью, но Мари, которая успела привязаться к девочке, сообщает, что Жанна умерла.

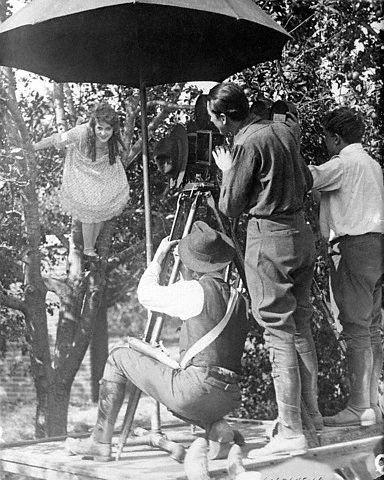
Мэри Пикфорд на съемках

В 1914 году, по причине вторжения Германии на территорию Бельгии, Мари отправляет Жанну к Ривсам в Америку. Поначалу девочка, скрыв своё истинное имя, нанимается горничной в дом собственной матери, но затем её происхождение раскрывается — и следует счастливое воссоединение семьи.

## В ролях
- Мэри Пикфорд — Жанна Бодамер
- Гертруда Астор — Луиза Ривс
- Уилфред Лукас — Элтон Ривс
- Хелен Реймонд — Мари
- Пичес Джексон — Конрад

## Интересные факты
- Джек Пикфорд, брат Мэри Пикфорд, выступил в этом фильме в качестве второго режиссёра.